# Finesse (nummer)
Finesse is een nummer van de Amerikaanse zanger Bruno Mars, afkomstig van zijn derde studioalbum 24K Magic. De originele versie van het nummer werd niet als single uitgebracht, maar in 2018 verscheen er een remix met de Amerikaanse rapster Cardi B als single.
"Finesse" is een nummer in de stijl van de R&B- en funkmuziek uit de tweede helft van de jaren '90. Het nummer zit dan ook vol met jaren '90-verwijzingen, zo is de drum aan het begin van het nummer gesampled uit "Poison" van Bell Biv DeVoe. Ook is de door Bruno Mars zelf geregisseerde videoclip geïnspireerd op In Living Color, zijn favoriete televisieserie.
Het nummer deed het wereldwijd goed in het hitlijsten. In de Amerikaanse Billboard Hot 100 haalde het de 3e positie. In de Nederlandse Top 40 haalde het nummer de 9e positie, en in de Vlaamse Ultratop 50 kwam het een plekje hoger.